# Akt małżeństwa
Akt małżeństwa – akt stanu cywilnego, zgodnie z ustawą o aktach stanu cywilnego z 1 marca 2015 roku, potwierdzającym fakt zawarcia małżeństwa, sporządzany przez kierownika urzędu stanu cywilnego właściwego ze względu na miejsce zawarcia małżeństwa (okręg rejestracji) w rejestrze aktów stanu cywilnego BUSC (do 31 marca 2015 roku w księgach rejestracji aktów stanu cywilnego). Z aktu małżeństwa wydaje się odpisy aktu małżeństwa, które są dokumentami urzędowymi. Historycznie odpowiednikiem odpisu aktu małżeństwa była metryka ślubu wydawana na podstawie aktu sporządzonego w księdze przez odpowiednie władze wyznaniowe, na przykład parafialne. W akcie małżeństwa wymienia się:
- dane osobowe osób zawierających małżeństwo (wstępujących w związek małżeński)
- miejsce i datę sporządzenia aktu oraz zawarcia małżeństwa
- nazwiska i imiona rodziców, świadków oraz miejsce zamieszkania
- stwierdzenie, że osoby zawierające małżeństwo złożyły publicznie przed kierownikiem urzędu stanu cywilnego zgodne oświadczenie, że wstępują w związek małżeński
- oświadczenia małżonków o nazwisku, jakie przybiorą oni i ich dzieci
- ewentualnie dane osobowe biegłego lub tłumacza[2].